# 1497年法典
1497年法典または1497年のスジェブニク (ロシア語:Судебник 1497 года) は、1497年にモスクワ大公イヴァン3世が発した法令集。地域ごとに分かれていた法を統一することにより、ロシア国家の中央集権化に大きな役割を果たした。

## 概要
1497年法典におさめられた内容は、大元では古ルーシ法に起源をもつが、ルースカヤ・プラウダ、プスコフ裁判法典、モスクワ大公の勅令、慣習法などを取り込んで、時代とともに変化した政治・経済的状況に適応している。法令集は訴訟法が中心であり、裁判管轄や裁判所ヒエラルキーといった司法体制やを整備し、弁護士費用なども規定している。また基本的な犯罪基準（騒乱罪、冒涜罪、名誉棄損など）や捜査方法を統一・整理し、死刑や鞭打ちなどの刑罰も定めた。また封建制の元で地主を保護するため、各階級勢力独自の法整備を制限し、時効制度を拡大した。諸公国やボヤール、大公の直轄地の財産を侵害した者には鞭打ち、農民に対するそれは罰金が科せられた。農民が土地を離れようとした時には、追徴金(пожилое)を領主 (Крестьянский выход)に収めるよう定められ、またロシア全土で11月26日に農民が自由に領主を変える（移住する）ことができるというユーリの日の規定も定められた。